# Lya Ley

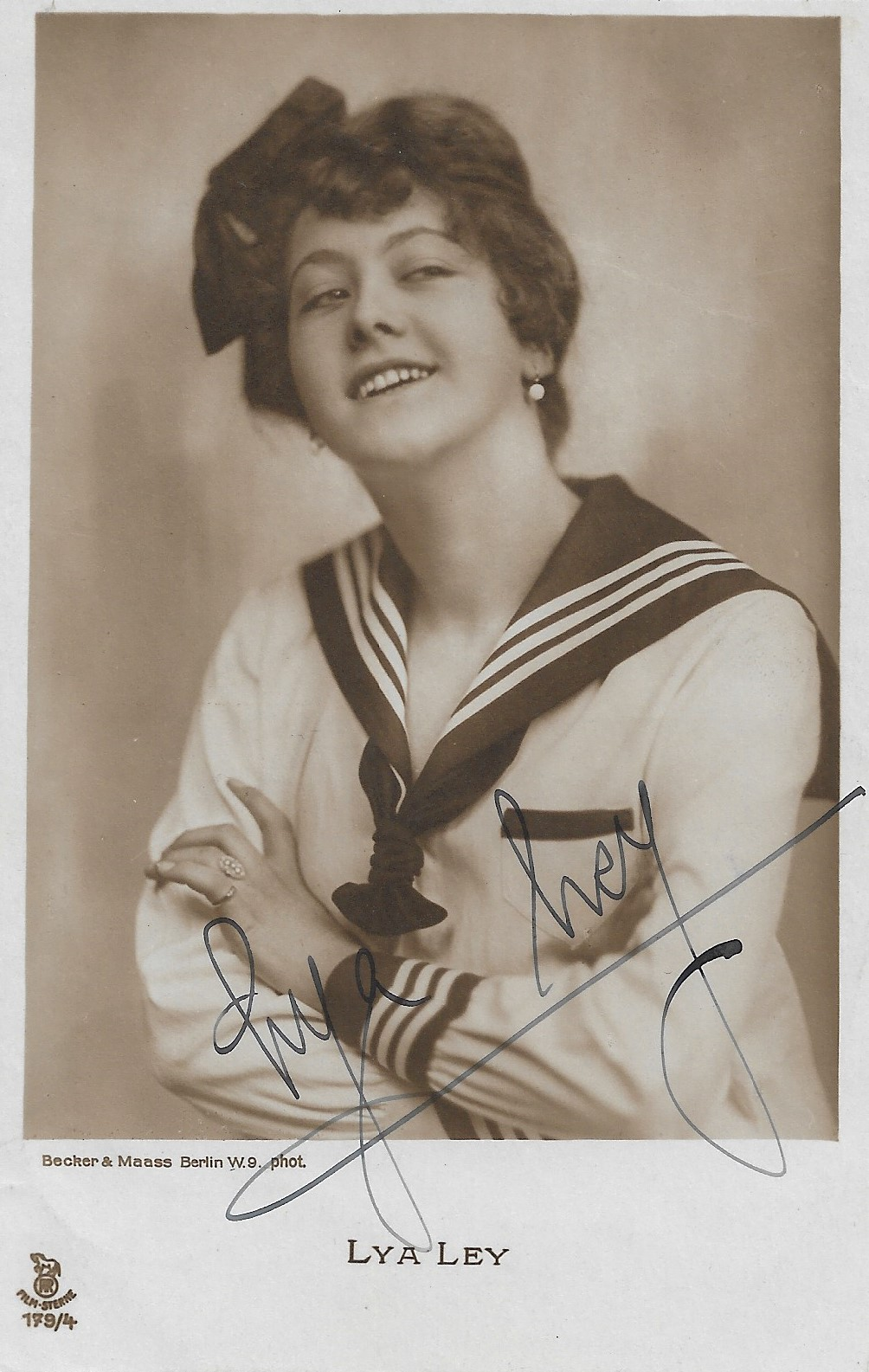
Lya Ley auf der handsignierten Porträt-Postkarte Film-Sterne 179/4, fotografiert von Becker & Maass, Berlin

Lya Ley (auch Lia Ley; * 19. Oktober 1899 als Maria Antonia Wilhelmine Steiner in Troppau; † 3. April 1992 in München) war eine österreichisch-deutsche Theater- und Stummfilmschauspielerin.

## Leben und Wirken
Die Tochter des Opernsängers Michael Steiner und seiner Frau Elisabeth, geb. Saupper, hatte ihr Bühnendebüt um 1910 als kleines Kind in der Rolle des Hansel im Volkstheaterstück Der Verschwender von Ferdinand Raimund. Sie fiel im wahrsten Sinne des Wortes durch: Ein Sturz in die Versenkung endete glimpflich; am nächsten Tag konnte sie die Rolle wieder spielen.
1914 wurde sie (15-jährig) bei einem Engagement am Berliner Theater am Nollendorfplatz durch den Regisseur und Produzenten Paul Heidemann für den Film entdeckt, wo sie den Künstlernamen Lya Ley annahm. Heidemann besetzte Ley in einer Reihe von Lustspielfilmen. Ab 1916 drehte Franz Hofer eine Serie mit ihr, wobei die Filme Heidenröschen und Der gepumpte Papa die erfolgreichsten waren. Danach spielte sie in einer Detektivserie mit dem Regisseur Hubert Moest. Bei der Kowo-Film-Gesellschaft drehte sie acht Lya-Ley-Lustspielfilme.
Auf dem Höhepunkt ihrer Karriere wurde Lya Ley 1920 zusammen mit Pola Negri, Asta Nielsen, Henny Porten, Fern Andra, Mia May, Marija Leiko und Lya Mara in einer Karikatur von Olaf Gulbransson im Simplicissimus abgebildet – mit der schlichten Überschrift „Stars“.
1921 heiratete Lya Ley in München den Schriftsteller Wilhelm von Klitzing und zog sich aus dem Filmgeschäft zurück. Aus der Ehe gingen drei Töchter hervor. Obwohl die ehemalige Schauspielerin nach nationalsozialistischer Definition als „Halbjüdin“ galt, trat sie zum 1. Mai 1933 in die NSDAP ein (Mitgliedsnummer 3.205.700). Nach dem frühen Tod ihres Mannes im Jahr 1934 arbeitete sie als Versicherungsangestellte und bemühte sich um die Verwertung seines schriftstellerischen Nachlasses. Über ihr späteres Leben ist derzeit nichts bekannt. Sie starb 1992 in ihrer Wohnung in München und wurde auf dem Münchner Nordfriedhof beigesetzt.

## Filmographie
- 1916: Das Riesenbaby
- 1916: Der gepumpte Papa
- 1916: Dressur zur Ehe
- 1916: Heidenröschen
- 1916: Tote Gedanken
- 1916: Wir haben’s geschafft
- 1917: Das Luxusbad
- 1917: Das zweite Ich
- 1917: Der weiße Schwan von Kevenhill
- 1917: Die Glocke
- 1917: Die Nottrauung
- 1917: Ein Freundschaftsdienst (Kurzfilm)
- 1917: Ein nasses Abenteuer
- 1917: Flaschengeister (Kurzfilm)
- 1917: Probe auf Eheglück (Kurzfilm)
- 1917: Seltsame Menschen
- 1917: Wenn der Wolf kommt
- 1917: Zwei Künstler (Kurzfilm)
- 1918: Der verheiratete Junggeselle
- 1918: Ein verhängnisvolles Sprichwort (Kurzfilm)
- 1918: Fräulein Pfiffikus
- 1918: Graf Michael
- 1918: Irmas Ehekontrakt (Kurzfilm)
- 1918: Leutnant Mucki
- 1918: Seiner Hoheit Brautfahrt
- 1919: Das Mädel aus Japan (Kurzfilm)
- 1919: Das Reklamemädel (Kurzfilm)
- 1919: Das rosa Strumpfbändchen
- 1919: Das Ski-Girl
- 1919: Der Preisfilm (Kurzfilm)
- 1919: Die Liebes GmbH (Kurzfilm)
- 1919: Drei Tage Freiheit (Kurzfilm)
- 1919: Hängezöpfchen
- 1919: Ihre Hoheit, das Kammerzöfchen (Kurzfilm)
- 1919: Lillis Liebesleiter
- 1919: Lyas Flirt mit dem Heiligen (Kurzfilm)
- 1919: Mamsell Tunichtgut (Kurzfilm)
- 1919: Mephistos Faschingslaune (Kurzfilm)
- 1920: August der Schwache
- 1920: Der Skelettreiter von Colorado
- 1920: Der Vogel im Käfig
- 1920: Die Lissy vom Tietz
- 1921: Der Christus von Oberammergau
- 1921: Lyas beste Rolle (Kurzfilm)